# Powiat szczecinecki
Powiat szczecinecki är ett distrikt (powiat) i den östra delen av Västpommerns vojvodskap i nordvästra Polen, med staden Szczecinek som huvudort. Distriktet hade omkring 77 000 invånare år 2009, på en yta av 1 766 km².

## Administrativ indelning
Powiat szczecinecki indelas i totalt 6 kommuner.

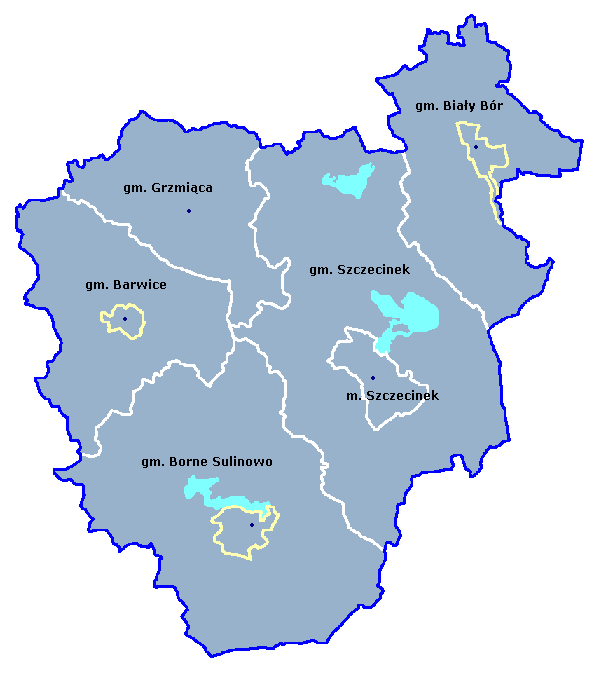
Kommunindelning. Kommungränser i vitt, stadsgränser i gult.

### Stadskommuner
En stadskommun består endast av en större tätort.
- Szczecinek (huvudort)

### Stads- och landskommuner
Följande kommuner består både av en stad och dess omgivande landsbygd.
- Barwice
- Biały Bór
- Borne Sulinowo

### Landskommuner
Landskommuner saknar städer och har endast mindre tätorter.
- Grzmiąca
- Gmina Szczecinek, Szczecineks landskommun